# Yaşar Sarıkaya
Yaşar Sarıkaya (* 1. September 1965 in  Azdavay, Türkei) ist ein in Deutschland lehrender Islamwissenschaftler und Didaktiker.

## Karriere
Yaşar Sarıkaya studierte Islamische Theologie an der Universität Ankara sowie Orientalistik, Islamwissenschaft und Pädagogik an der Ruhr-Universität Bochum. Im Jahr 2004 promovierte er zum Thema Abū Saʿīd Muḥammad al-Ḫādimī (1701–1762): Netzwerke, Karriere und Einfluss eines osmanischen Provinzgelehrten. Als einer der ersten Lehrkräfte unterrichtete Sarıkaya das im Schuljahr 1999/2000 in Nordrhein-Westfalen eingeführte Fach „Islamkunde in deutscher Sprache“ in Duisburg und Paderborn. Daneben hatte er an der Goethe-Universität Frankfurt mehrere Lehraufträge inne. Von 2008 bis 2009 leitete er als Direktor den privaten Studiengang für das Lehramt für Islamische Religion an Pflichtschulen in Wien (IRPA). Nach ständigen Kontroversen über seine Versuche, die Ausbildung der islamischen Religionslehrer nach modernen religionspädagogischen und -didaktischen Kriterien zu reformieren, legte er im Sommer 2009 sein Amt nieder. 2010 habilitierte Sarıkaya im Fach Islamische Religionspädagogik in Istanbul. Im Wintersemester 2011/2012 übernahm er die Vertretungsprofessur für Islamische Theologie und ihre Didaktik an der Justus-Liebig-Universität Gießen. In dieser Funktion baute er den grundständigen Lehramtsstudiengang „Islamische Religion L1“ auf und konzipierte das Weiterbildungsstudium für das Schulfach „Islamische Religion.“ Im Wintersemester 2013/ 2014 folgte die Berufung zum ordentlichen Professor für Islamische Theologie und ihre Didaktik.

## Wissenschaftliche Schwerpunkte
Seine wissenschaftlichen Schwerpunkte umfassen die Islamische Religionspädagogik und Fachdidaktik im modernen Kontext, die islamische Bildungs- und Ideengeschichte sowie die Prophetenbiographie und Prophetenüberlieferung. Diesen Themen sind auch seine zahlreichen Publikationen, wissenschaftlichen Vorträge und Diskussionsbeiträge gewidmet.

## Positionen
Sarıkaya vertritt einen modernen religionspädagogischen Ansatz, der die Erziehung des Individuums zur Religionsmündigkeit in den Fokus stellt. Darüber hinaus soll eine  konsequente interreligiöse Dialogorientiertheit eine nachhaltige Annäherung an den „Anderen“, den Abbau von Vorurteilen und die Förderung von gegenseitiger Akzeptanz und Toleranz ermöglichen.

## Veröffentlichungen (Auswahl)
- Abū Saʿīd Muḥammad al-Ḫādimī (1701–1762): Netzwerke, Karriere und Einfluss eines   osmanischen Provinzgelehrten. Hamburg 2005.
- Entwicklung der modernen Islamischen Religionspädagogik in der Türkei im 20. Jahrhundert (mit Bülent Ucar). Hamburg 2009.
- 401 Hadithe für den Islamunterricht. Hückelhoven 2011.
- Muhammad: ein Prophet – viele Facetten. (mit Mark Chalil Bodenstein, Erdal Toprakyaran). Münster: Lit 2014.
- Islamische Religionspädagogik. Leitfragen aus Theorie, Empirie und Praxis (mit Adem Aygün). Münster: Waxmann 2016.
- Aufbruch zu neuen Ufern: Aufgaben, Problemlagen und Profile einer Islamischen Religionspädagogik im europäischen Kontext (mit Franz-Josef Bäumer). Münster: Waxmann 2017.
- Staunen und verstehen 1-2: Islamischer Religionsunterricht in der Grundschule: 1./2. Schuljahr (mit Adem Aygün). Wassenberg: Schulbuchverlag Anadolu 2017.